# Robert Primavesi

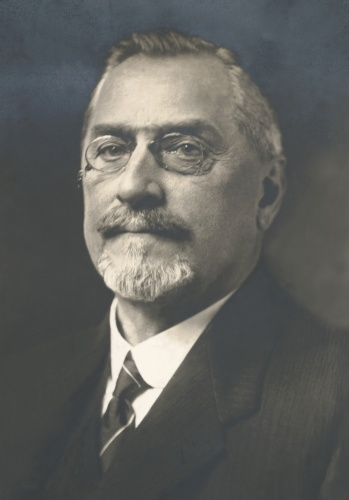
Robert Primavesi (um 1920)

Robert Primavesi (* 18. November 1854 in Olmütz/Olomouc in Mähren; † 19. April 1926 in Wien) war ein mährisch-österreichischer Unternehmer, Großgrundbesitzer und Politiker der Deutschen Fortschrittspartei, später der Deutschnationalen Partei. Er war von 1899 bis 1918 Abgeordneter zum österreichischen Reichsrat und 1918/19 Mitglied der Provisorischen Nationalversammlung für Deutschösterreich.

## Leben
Sohn des Olmützer Industriellen Paul Franz Primavesi (1818–1866), des Gründers mehrerer Zuckerfabriken und Vizepräsidenten der Handels- und Gewerbekammer Olmütz sowie mährischen Landtagsabgeordneten. Sein aus der Lombardei stammender Großvater Karl (oder Carl) Anton Primavesi (1791–1866) war von 1853 bis zu seinem Tod Präsident der Handels- und Gewerbekammer Olmütz. Er war ein Cousin des Bankiers und Mäzens der Wiener Werkstätte, Otto Primavesi. 
Nach dem Absolvieren von Volksschule und Gymnasium in Olmütz studierte Robert Primavesi ab 1870 zunächst an der Technischen Hochschule Zürich, dann von 1871 bis 1874 in der Chemischen Abteilung der Technischen Hochschule Dresden, wo er 1873 Mitglied des Corps Thuringia war. Danach absolvierte er eine private Handelsschule in Wien. Seit 1877 war er Volontär in der Filiale der Credit-Anstalt in Brünn und arbeitete seit 1879 in der Geschäftsleitung des Bank- und Großhandelshauses seines Vaters Paul Primavesi in Olmütz sowie ab 1883 in der Würbenthaler Jute-Spinnerei und Weberei. Er übernahm die Leitung von Zuckerfabriken und engagierte sich in verschiedenen Handelsfirmen. Zusammen mit Otto Primavesi war er 1914 Hauptgesellschafter der Betriebsgesellschaft m. b. H. der Wiener Werkstätte Productivgenossenschaft für Gegenstände des Kunstgewerbes, verkaufte seine Anteile aber 1918 an seinen Cousin. 
In der Handels- und Gewerbekammer Olmütz war Primavesi ab 1896 Vizepräsident und von 1904 bis 1918 ihr Präsident. Daneben war er unter anderem Beirat im k.k. Finanzministerium, Mitglied der Zentralkommission für gewerblichen Unterricht, Stadtverordneter von Olmütz (bis 1911) und von 1897 bis 1918 Abgeordneter zum Mährischen Landtag.
Bei der Ersatzwahl nach der Berufung des bisherigen Abgeordneten Emanuel Ritter von Proskowetz ins Herrenhaus wurde Primavesi 1899 als Vertreter der Handels- und Gewerbekammer Olmütz ins damals nach „Kurien“ gewählte Abgeordnetenhaus des österreichischen Reichsrates entsandt. Dort saß er im Klub der Deutschen Fortschrittspartei. Nach dem mit der Einführung des allgemeinen Männerwahlrechts 1907 einhergehenden Neuzuschnitt der Wahlbezirke vertrat er den 3. deutschsprachigen Wahlbezirk Mährens (Städte Sternberg, Austerlitz, Proßnitz, Olmütz, Kremsier u. a.). Mit den Abgeordneten der Deutschfortschrittlichen Vereinigung schloss er sich Ende 1908 dem Nationalverband der deutschfreiheitlichen Abgeordneten an, aus dem 1910 der Deutsche Nationalverband hervorging. Nach dessen Auseinanderbrechen wurde Primavesi 1918 Mitglied der Deutschnationalen Partei. 
Als Reserveoffizier der österreichisch-ungarischen Kriegsmarine war er 1914–1917 Stabschef beim Seeverteidigungs-Kommando in Pola/Pula. 
Nach dem Zerfall des Habsburgerreiches war Primavesi vom 21. Oktober 1918 bis zum 16. Februar 1919 Mitglied der Provisorischen Nationalversammlung Deutschösterreichs, wo er Klubmitglied des Verbands der deutschnationalen Parteien war. Die Nationalversammlung konnte nicht verhindern, dass die mehrheitlich deutschsprachigen Gebiete Böhmens und Mährens – und damit auch Primavesis Heimatstadt Olmütz – durch den Vertrag von Saint-Germain 1919 der neugegründeten Tschechoslowakei zugeordnet wurden.
Der Katholik Primavesi blieb zeitlebens ledig. Für sich und seine Lebensgefährtin Josefine Skywa ließ er 1913–1915 von Josef Hoffmann die Villa Primavesi in Wien-Hietzing errichten.